# Fornelas
Fornelas (llamada oficialmente Santa Comba de Fornelas) es una parroquia y una aldea española del municipio de Puebla del Brollón, en la provincia de Lugo, Galicia.

## Geografía
Limita con las parroquias de Eixón al norte, al sur con Chavaga, al este con Cereixa y al oeste con Parte.
| Noroeste: Parte (Monforte de Lemos) | Norte: Eixón                   | Noreste: Eixón                       |
| Oeste: Parte (Monforte de Lemos)    |                                | Este: Cereixa                        |
| Suroeste: Parte (Monforte de Lemos) | Sur: Parte (Monforte de Lemos) | Sureste: Chavaga (Monforte de Lemos) |

## Organización territorial
La parroquia está formada por siete entidades de población, constando dos de ellas en el nomenclátor del Instituto Nacional de Estadística español:

### Entidades de población
Entidades de población que forman parte de la parroquia:
- Fornelas
  - Campo (O Campo)
  - A Corredoira
  - Lugar de Abaixo
  - Pumar (O Pumar)
- Lugar de Arriba
  - A Arcoia

### Despoblado
Despoblado que forma parte de la parroquia:
- O Fondón

## Demografía

### Parroquia
| Gráfica de evolución demográfica de Fornelas (parroquia) entre 2000 y 2020 |
|                                                                            |
| Datos según el nomenclátor publicado por el INE.                           |

### Aldea
| Gráfica de evolución demográfica de Fornelas (aldea) entre 2000 y 2020 |
|                                                                        |
| Datos según el nomenclátor publicado por el INE.                       |

## Patrimonio
- Iglesia de Santa Comba

## Festividades
Las fiestas de la parroquia se celebran, en honor a San Antonio, el segundo domingo de agosto. Antiguamente se celebraban el 1 de enero.